# 馬克·L·揚
馬克·L·揚（Mark L. Young，1991年1月1日—）是美國的一位演員。他在9歲時搬到洛杉磯，並且從12歲時就開始演戲，出演過六呎風雲等電視劇。